# Св. св. Козма и Дамян (Горно Мелничани)
„Св. св. Безсребреници Козма и Дамян“ или „Свети Врачи“ (на македонска литературна норма: „Св. Кузман и Дамјан“, „Свети Врачи“) е възрожденска гробищна църква в дебърското село Горно Мелничани, Северна Македония. Църквата е част от Дебърско-Реканското архиерейско наместничество на Дебърско-Кичевската епархия на Македонската православна църква – Охридска архиепископия.
Изградена е през XIX век в северната част на селото. Камбаната е от църквата „Свети Димитър“ в Брощица.